# Вакабаясі (район)
38°16′06″ пн. ш. 140°52′10″ сх. д. / 38.26833° пн. ш. 140.86944° сх. д.
Райо́н Вакабая́сі (яп. 若林区, わかばやしく, МФА: [wakabajaɕi ku̥], «Молодолісовий район») — район міста Сендай префектури Міяґі в Японії. Станом на 1 жовтня 2008 площа району становила 48,38 км². Станом на 1 січня 2009 населення району становило 129 815 осіб.